# 太花野村
太花野村（たげのむら）は、かつて新潟県西蒲原郡にあった村。

## 沿革
- 1889年（明治22年）4月1日 - 町村制施行に伴い西蒲原郡西太田村、法花堂村、下中野村、桜町村、花見村が合併し、太花野村が発足。村役場は旧法花堂村に設置[2]。
- 1901年（明治34年）11月1日 - 村域を二分割し、次のように近隣自治体と合併して消滅。
  - 大字桜町･花見 → 西蒲原郡東太田村、杣木村、小高村と合併し太田村を設置
  - 大字西太田・治田新田・下中野・法花堂 → 西蒲原郡吉田村、鴻ノ巣村（一部）と合併し吉田村を新設